# Дворянинова, Клавдия Платоновна
Кла́вдия Плато́новна Дворяни́нова (7 ноября 1932 — 19 января 2025, Монино, Московская область) — советская ткачиха, передовик производства.

## Биография
Родилась 7 ноября 1932 года в Московской области. Член КПСС с 1954 года.
Образование неполное среднее.
С 1949 года — на хозяйственной, общественной и политической работе.
В 1949—1987 годах — ткачиха Монинского камвольного комбината Министерства текстильной промышленности РСФСР.
За совершенствование трудовых процессов, расширения зон обслуживания, совмещения профессий, внедрения передовых методов труда была в составе коллектива удостоена Государственной премии СССР за выдающиеся достижения в труде 1976 года.
C 1987 года — персональная пенсионерка.
Избиралась депутатом Верховного Совета СССР 9-го и 10-го созывов. Делегат XXV и XXVI съездов КПСС.
Жила в Подмосковье. Умерла 19 января 2025 года в возрасте 92 лет.